# Adektitopus
Adektitopus is een geslacht van vliesvleugeligen uit de familie Encyrtidae. De wetenschappelijke naam van dit geslacht is voor het eerst geldig gepubliceerd in 1984 door Noyes & Hayat.

## Soorten
Het geslacht Adektitopus omvat de volgende soorten:
- Adektitopus gordhi Noyes & Hayat, 1984
- Adektitopus longipennis (Shafee & Avasthi, 1983)